# الإسلام في تايلاند

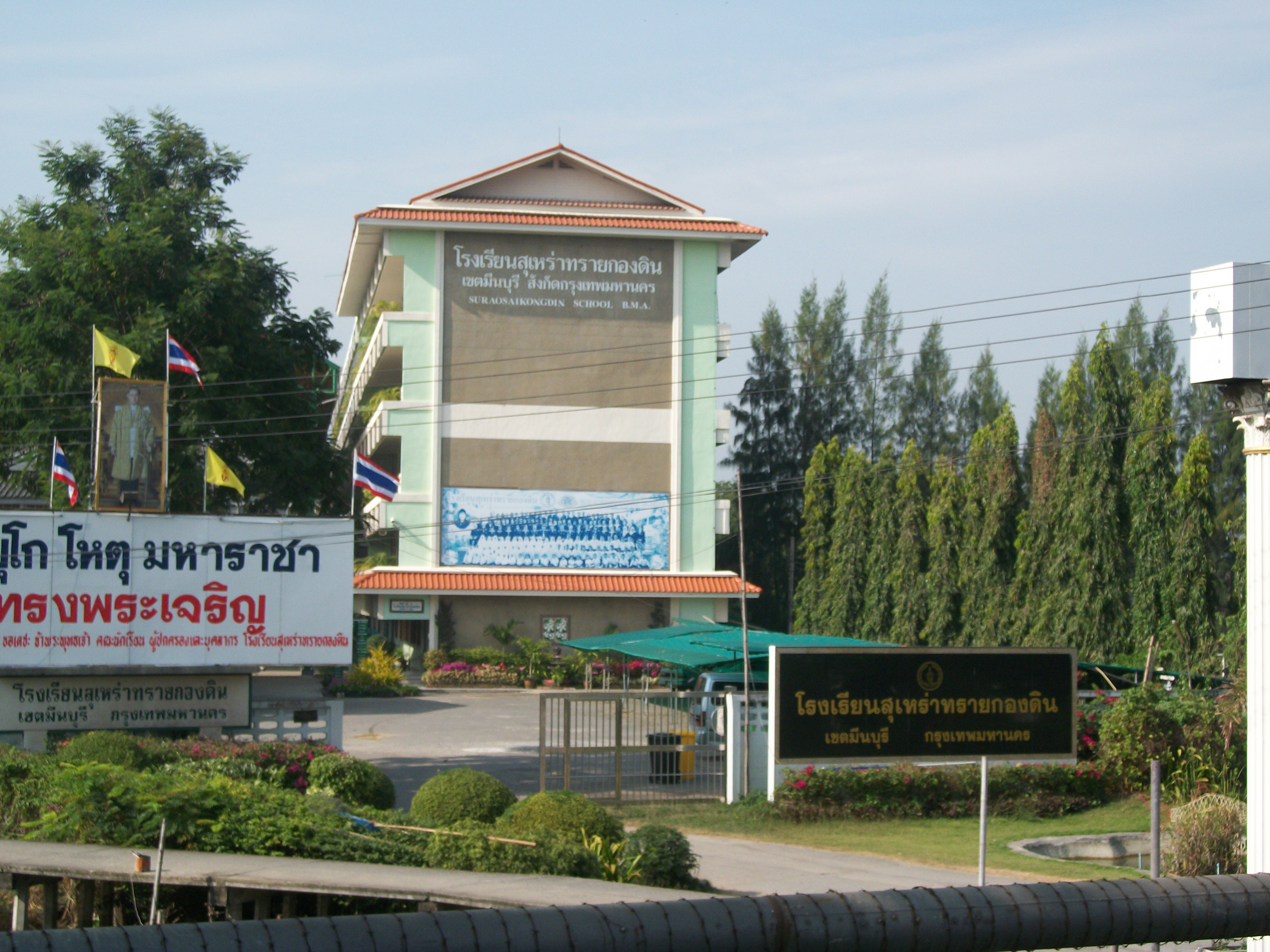
مدرسة سوراو ساي كونغ دين

يمثل مسلمو تايلند أقلية. ويتمركزون في جنوب تايلند وترجع أصولهم إلى ملايو شبه الجزيرة وبعض المسلمين الأوائل من التجار العرب والهنود الذين قدموا إليها منذ القرن الثاني عشر ميلادي
اسلم ملك الملايو الذي كان يدين بالهندوسية على يد داعي اندنيسي وقيل من اصل عربي وتسمى السلطان (مظفر شاه). وفقا لمركز بيو، مثل المسلمون في تايلاند نحو 5.5% من إجمالي السكان سنة 2010، ومن المتوقع بحسب المركز أن ترتفع النسبة بحلول 2050 إلى 8.3%. بالمقابل ووفقاً لتعداد السكان انخفضت نسبة المسلمين من 4.9% في عام 2010 إلى 4.2% في عام 2015، كما انخفضت أعداد المسلمين من 3.2 مليون في عام 2010 إلى 2.8 مليون في عام 2015.
ينقسم مسلمو تايلند بين قوميات ذات أصول ملاوية يعيشون في جنوب تايلند في ولايات فطاني ويالا وساتون ومحافظة سونغكلا وناراتيوات وكرابي , أما من هم من ذوي الأصول البورمية (المون ) وجنوب الصينية فيعيشون في المنطقة الشمالية، بينما يعيش من هم من أصول هندية أو باكستانية وإيرانية وعربية في الوسط.
اتخد الإسلام في طريق وصوله إلى هذه المنطقة محورين، محور جنوبي قدم إلى المنطقة عن طريق التجار العرب وخاصة الحضارمة ، واتسع انتشار الإسلام بعد ذلك، وزاد انتشار الإسلام في القسم الجنوبي بتايلاند حتى صارت بأيدي المسلمين، وزاد قدوم العرب واندماجهم بالسكان.
تأسست دولة إسلامية مستقلة وارتبطت بعلاقات خارجية مع العديد من الدول أسمها مملكة فطاني الإسلامية، وحاول التايلانديين احتلال فطاني في سنة 917 هـ وفي سنة 1200 هـ، وواجه المسلمون هذه المحاولات بمقاومة عنيفة، ونقل التايلانديين العديد من المسلمين إلى العاصمة بانكوك، غير أن هذا جاء بمزيد من المسلمين الذين دخلوا الإسلام، وأخيراً اندمجت فطاني في مملكة تايلاند في سنة 1327 هـ.
والمحور الثاني الذي قدم الإسلام عن طريقه إلى تايلاند (المحور بري) جاء من جنوب الصين من منطقة يونان حيث انتشر الإسلام في منطقة عريضة، وسيطر على مساحات واسعة، وأطلق الصينيون على المسلمين (الهوى) ونشط قدوم الإسلام عن طريق هذا المحور لا سيما في عهد الإمبراطور (قبلاي خان)، وقدم الإسلام مع العناصر المهاجرة، وتقدم مع توغلهم في شمالي تايلاند، وتمركز في بقاع شتى من وسط وشمال تايلاند، وحصيلة هذا المحور الآن 7 ملايين مسلم، ويشكل المسلمون خمس جماعات سلالية كبيرة في تايلاند من العرب والفرس والهنود والصينيين والماليزيين والتايلانديين. ويقدر عدد المسلمين في تايلاند بما بين نصف إلى 1,2 مليون.

## المساجد
يوجد بتايلاند حوالي 2500 مسجد ومصلي، ويوجد في بانكوك مركز إسلامي وهو الوحيد في تايلاند، ويوجد العديد من الجمعيات والهيئات الخيرية والمدارس الإبتدائية الإسلامية وبعض المدارس ملحقة بالمساجد، وهناك مدارس إسلامية صيفية، وتتدخل الحكومة في الإشراف على التعليم الديني، وترغم المدارس الإسلامية على قبول غير المسلمين بها وتفرض عليهم العلوم التايلاندية.

## ترجمة معاني القرآن
تم ترجمة معاني القرآن إلى لغة التاي، وفي جنوب تايلاند تستخدم التراجم الماليزية للكتب الإسلامية، كما طبعت نسخ عربية من القرآن الكريم في تايلاند، والحاجة ماسّة لترجمة الكتب الإسلامية إلى لغة التاي، وفي تايلاند جريدتان إسلاميتان شهريتان واحدة منهما تصدرها رابطة العالم الإسلامي وتسمى (الرابطة) والثانية كانت تسمى الجهاد وقد توقفت، وتطبق الشريعة الإسلامية في حوالي أربع محافظات جنوبية، وعُيّن قاضيان لكل محافظة، ويصل عدد الحجاج من تايلاند حوالي 5000 حاجاً.

## المصدر
- الأقليات المسلمة في آسيا وأستراليا - سيد عبد المجيد بكر.

## وصلات خارجية
- مخاوف من غرق وفقدان مئات اللاجئين المسلمين رحلتهم تايلند، الجزيرة نت، 23 يناير 2009م
- فطاني.. أرض المسلمين الضائعة، إخوان أون لاين